# Nimrod (écrivain)
Pour les articles homonymes, voir Nimrod (homonymie).
Nimrod Bena Djangrang, plus connu sous le nom de plume de Nimrod, né le 7 décembre 1959 à Koyom dans le sud du Tchad, est un poète, romancier et essayiste tchadien.

## Biographie
Après les études primaires et secondaires dans son pays natal, il a poursuivi ses études supérieures à Abidjan en Côte d'Ivoire, où il a aussi enseigné dans les collèges et lycées. Docteur en philosophie (1996) et rédacteur en chef de la revue Aleph, beth (1997-2000), Nimrod vit aujourd’hui en France, à Amiens, où il enseigne la philosophie à l’Université de Picardie Jules-Verne. Ses romans évoquent principalement le Tchad pendant la guerre civile des années 1979-1982. Il dit « écrire le français depuis les rivages de son étrangeté » et déclare « qu’il est temps de considérer le français comme une langue africaine ». Nimrod est aussi le fondateur de la revue littéraire francophile Agotem aux éditions Obsidiane.
Il reçoit en 2008 le prix Édouard-Glissant, destiné à honorer une œuvre artistique marquante de notre temps selon les valeurs poétiques et politiques du philosophe et écrivain Édouard Glissant : la poétique du divers, le métissage et toutes les formes d’émancipation, celle des imaginaires, des langues et des cultures.
En décembre 2020, il reçoit le prestigieux prix Apollinaire pour son recueil Petit Éloge de la lumière nature.

## Œuvres

### Poésie
- Pierre, poussière, Obsidiane, 1989

- Passage à l’infini, Obsidiane, 1999

- En saison, suivi de Pierre, poussière, Obsidiane, 2004.
- Babel, Babylone, Obsidiane, poème, 2010prix Max-Jacob 2011.
- L’Or des rivières, Actes Sud, sept récits poétiques, 2010.
- Sur les berges du Chari, district nord de la beauté, éditions Bruno Doucey, 2016

- J'aurais un royaume de bois flotté : anthologie personnelle, 1989-2016 , éditions Gallimard, coll. « Poésie », n°522, 2017.
- Nébuleux trésor, peintures de Giraud Cauchy, Forcalquier : Archétype, 2018.
- Petit éloge de la lumière nature, Obsidiane, 2020.

### Romans et récits
- Les Jambes d’Alice, Actes Sud, roman, 2001Bourse Thyde Monnier de la Société des gens de lettres.
- Le Départ, Actes Sud, roman, 2005.
- Le Bal des princes, Actes Sud, roman, 2008prix Ahmadou-Kourouma et prix Benjamin-Fondane.
- Un balcon sur l’Algérois, Actes Sud, 2013.
- L’enfant n'est pas mort, éditions Bruno Doucey, coll. « Sur le fil », 2017.
- Gens de brume, Actes Sud, coll. « Essences », 2017.
- La Traversée de Montparnasse, éditions Gallimard, coll. « Continents noirs » , 2020[1].
- Le temps liquide, éditions Gallimard, coll. « Continents noirs » , 2021

### Essais
- Tombeau de Léopold Sédar Senghor, Le Temps qu’il fait, 2003.
- Léopold Sédar Senghor, monographie cosignée avec Armand Guibert, Éditions Seghers, coll. « Poètes d'aujourd'hui », 2006.
- La Nouvelle Chose française, Actes Sud, 2008.
- Alan Tasso d'un chant solitaire, Beyrouth, Les Blés d'or, coll. « Estetica », 2010.
- Visite à Aimé Césaire suivi de Aimé Césaire, le poème d'une vie, Obsidiane, 2013.
- Léon-Gontran Damas, le poète jazzy, À dos d'âne, coll. « Des graines et des guides », 2014.
- L'Eau les choses les reflets : la peinture de Claire Bianchi, Claire Bianchi, 2018.

### Pour la jeunesse
- Rosa Parks, non à la discrimination raciale, Actes Sud Junior, coll. « Ceux qui ont dit non », 2008.
- Aimé Césaire, non à l'humiliation, Actes Sud Junior, coll. « Ceux qui ont dit non », 2012.

## Prix et distinctions
- Prix de la vocation en poésie, 1989 pour Pierre et poussière
- Prix Louise-Labé, 1999
- Prix Ahmadou-Kouroumaaa, 2008
- Prix Benjamin-Fondane, 2008
- Prix Édouard-Glissant, 2008
- Prix Max-Jacob, 2011
- Prix de poésie Pierrette-Micheloud, 2016
- Prix Guillaume-Apollinaire, 2020